# Aphoebantus arenicola
Aphoebantus arenicola är en tvåvingeart som beskrevs av Axel Leonard Melander 1950. Aphoebantus arenicola ingår i släktet Aphoebantus och familjen svävflugor. Inga underarter finns listade i Catalogue of Life.